# Hitra hrana
Hitra hrana (iz angleškega izraza fast food) je oblika množično proizvedene hrane, prilagojene za prodajo končnim strankam, pri čemer je glavni poudarek na hitrosti postrežbe. Gre za komercialni izraz, ki označuje hrano, ki jo prodajajo v restavracijah ali trgovinah z zamrznjenimi, predhodno pogretimi ali skuhanimi sestavinami, postreženimi v embalaži za s seboj. Kot trženjska strategija je bila hitra hrana razvita v mestih na Zahodu za preskrbo velikega števila vozačev, popotnikov in mezdnih delavcev med kratkimi premori. Zdaj je industrija hitre hrane vredna več sto milijard USD letno.
Najhitrejšo obliko hitre hrane predstavljajo vnaprej skuhani obroki, kar skrajša čakalne dobe na pičlih nekaj sekund, saj je treba hrano le pogreti. Drugi lokali, denimo tisti, ki ponujajo hamburgerje, uporabljajo predpripravljene sestavine (po meri pakirane bombete in prelive, zamrznjene pleskavice, že narezano in oprano zelenjavo), ki jih sestavijo po naročilu, v lokalu le spečejo meso in ocvrejo krompirček.
Posebnost restavracij s hitro hrano je »drive-through« – dodaten pult za postrežbo strank neposredno v njihovih avtomobilih. Drugi lokali so v obliki stojnic ali kioskov brez pokritega prostora ali sedišč. Običajne za ta trg so franšizne verige restavracij, ki jim dostavljajo standardizirane sestavine iz logističnih centrov.
Hitra hrana je deležna kritik zaradi visokih vsebnosti nasičenih maščobnih kislin, sladkorja, soli in kalorij. Redno uživanje je povezano z občutno višjim tveganjem za razvoj debelosti, srčno-žilnih bolezni, hiperholesterolemije, sindroma neodzivnosti na inzulin, raka debelega črevesa in danke in motenj razpoloženja, ki v sodobni zahodni kulturi dosegajo epidemične razsežnosti.